# Carlo Levi
Carlo Levi (født 29. november 1902 i Torino, Italien, død 4. januar 1975 i Rom) var en italiensk maler, journalist, forfatter og antifascist.

## Biografi
Carlo Levi var uddannet som læge 1923. I 1928 grundlagde han sammen med Nello Roselli de første illegale tidsskrifter under det fascistiske styre i Italien, Rivoluzione Liberale og Giustizia e Libertà. Han blev arresteret i Rom i 1934 og dømt til to års eksil i det sydligste Italien, den nuværende region Basilicata, i en lille landsby, hvis befolkning og egn han i 1946 skildrede i bogen Cristo si è fermato a Eboli, oversat til Kristus standsede ved Eboli i 1948.
Romanen blev hans hovedværk. I den stillede han spørgsmål til den værdi for Syditalien, som den sociale og politiske kultur som forfatteren selv - og den nordeuropæiske læser - repræsenterer. Carlo Levi mødte dér en anarkistisk og naturbunden kultur og oplevede de isolerede bondesamfunds totale fremmedhed for staten.
Ved amnestien 1936 efter erobringen af Addis Abeba blev han frigivet.
Carlo Levi deltog som leder i modstandsbevægelsen i Firenze 1943-44.
Efter krigen var han bosat i Rom. Han blev medlem af en gruppe neorealistiske malere, og han deltog aktivt i politik. I 1963 og 1968 blev han indvalgt i det italienske senat som uafhængig på det kommunistiske partis liste.
Carlo Levis sidste bog udkom posthumt i 1979, Quaderno a cancelli. Han nåede ikke selv at færdiggøre de dagbogsoptegnelser, som han førte efter en øjenoperation i de senere år, hvor han en periode på flere måneder befandt sig i konstant mørke.

## Udvalgt bibliografi
- Kristus standsede ved Eboli (1945, filmatiseret af Francesco Rosi 1979)
- Quaderno a cancelli (Udgivet posthumt 1979)